# Herald Square

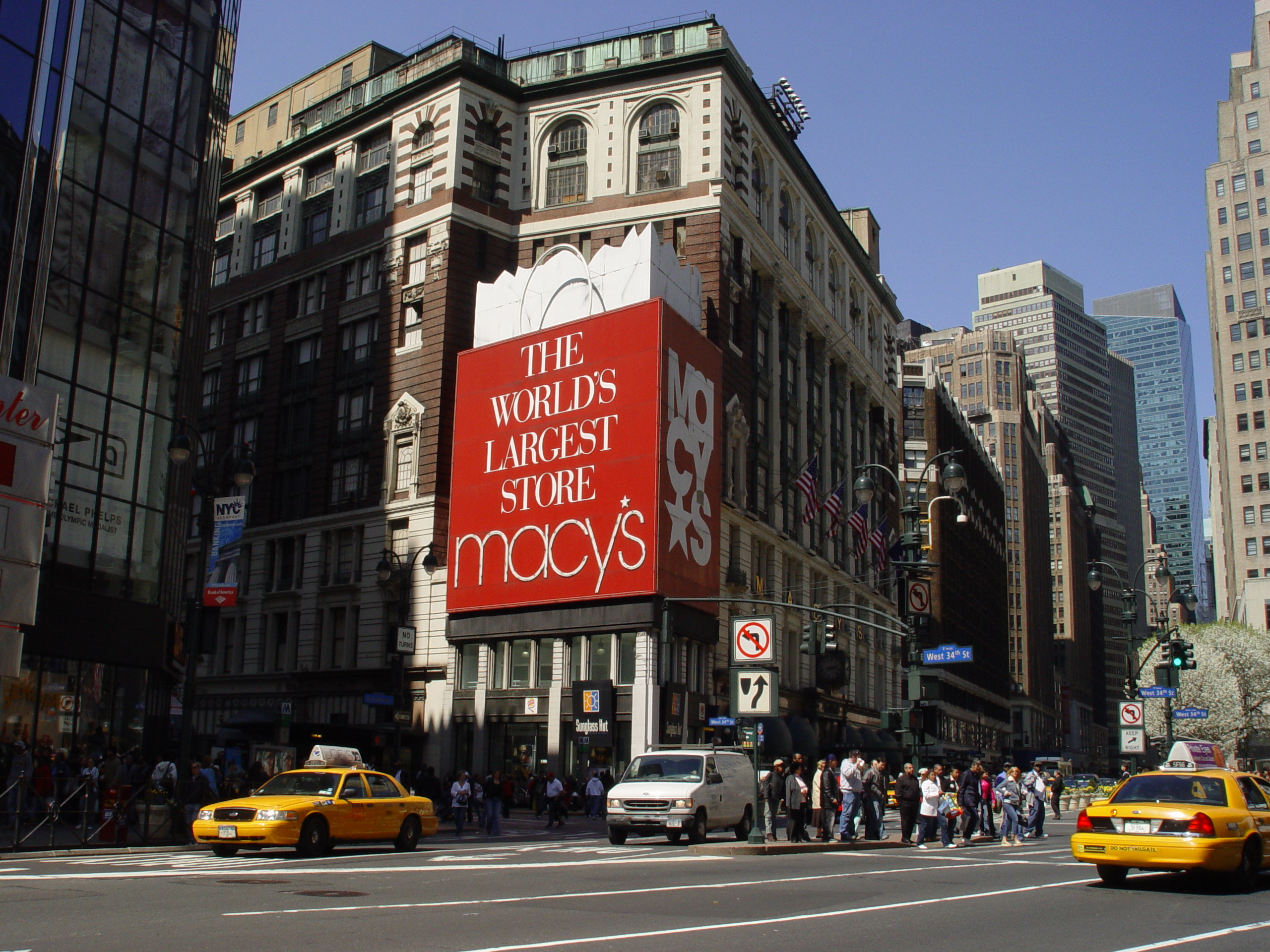
Herald Square, Blick in den Broadway

Der Herald Square ist ein Platz in New York am Schnittpunkt des Broadways, der Avenue of the Americas (6th Avenue) und der 34th Street.
Benannt ist der Herald Square nach dem New York Herald, einer legendären Tageszeitung, sowie zu Ehren ihres Verlegers James Gordon Bennett Sr. und seines Sohnes James Gordon Bennett junior, der von 1893 bis 1921 im dort gelegenen, von Stanford White entworfenen New York Herald Building wohnte. Bis zu seiner Umgestaltung in den 1890er Jahren lag der Platz im etwas anrüchigen Tenderloin-Bezirk Manhattans. Dort gab es viele Bars, Tanzlokale und Theater wie das Manhattan Opera House. Das New York Herald Building wurde 1921 abgerissen.
Heute ist der Herald Square eine Einkaufsmeile. Das Stammhaus der Kaufhauskette Macy’s, das als das größte Kaufhaus der Welt gilt, liegt unmittelbar am Platz. Auch das berühmte Kaufhaus der Gebrüder Gimbel stand einst nahe dem Herald Square, doch ist hiervon nichts mehr zu sehen, ebenso wenig wie vom Opernhaus.
Am Herald Square befindet sich das James Gordon Bennett Monument, das aus den bronzenen Figuren der Göttin der Weisheit Minerva, ihrer Eulen und einer Glocke, flankiert von zwei Glockenschlägern mit den Spitznamen Stuff and Guff, besteht. Die Figuren und eine darüber befindliche Uhr waren einst Teil des New York Herald Buildings.
Der Broadway rund um den Herald Square wurde ab 2009 zur Fußgängerzone Broadway Boulevard umgebaut.

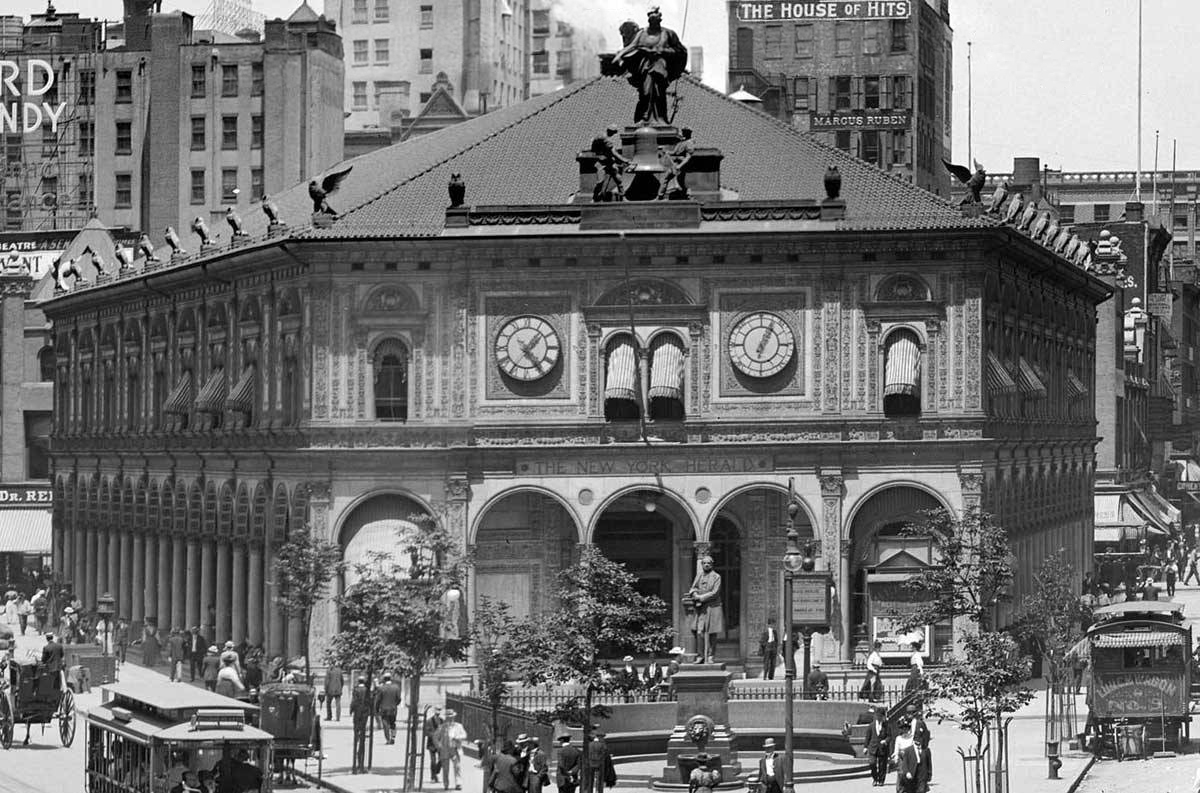
New York Herald Building, 1908
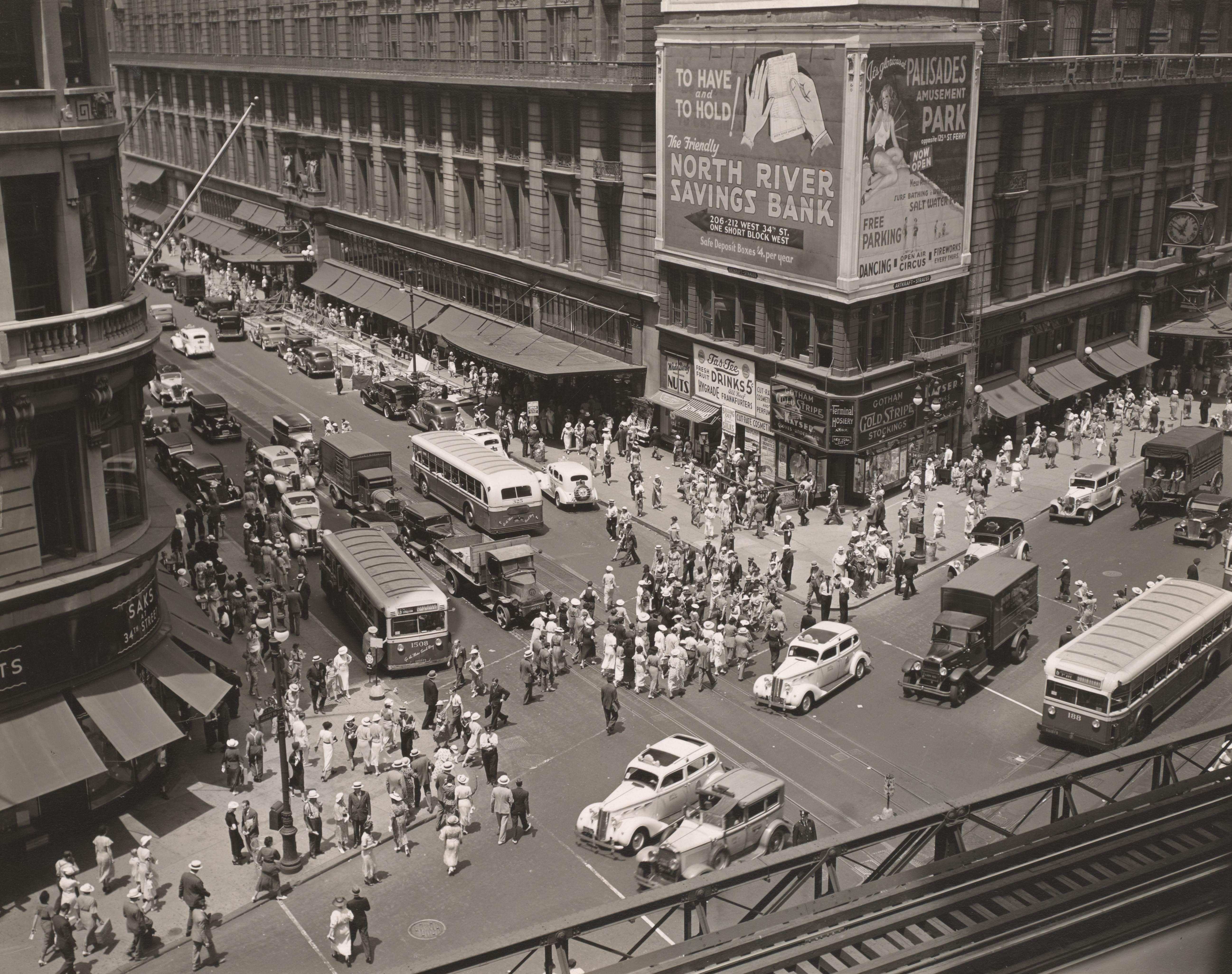
Herald Square, 1936
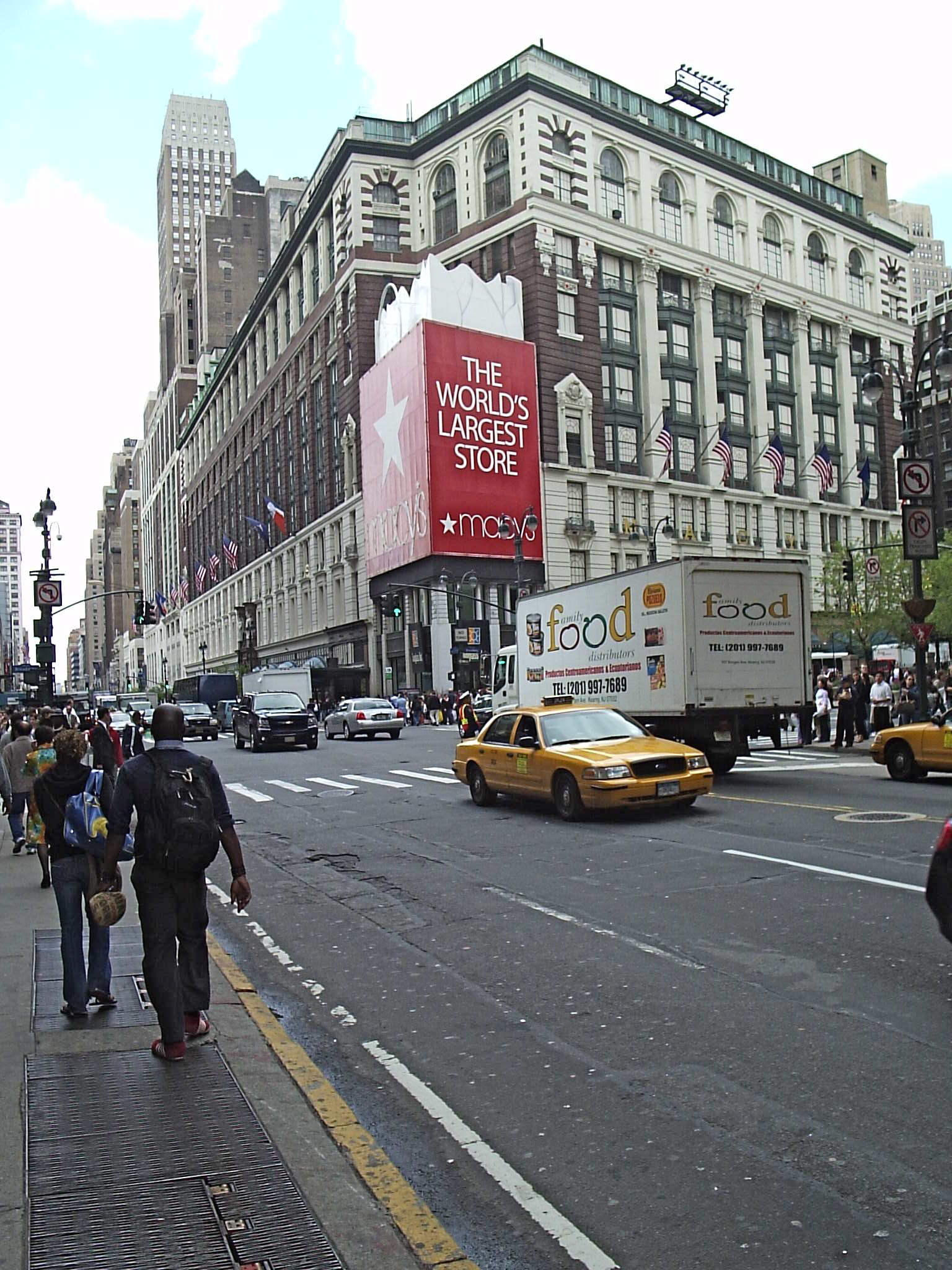
34th Street mit Macy’s am Herald Square, 2007
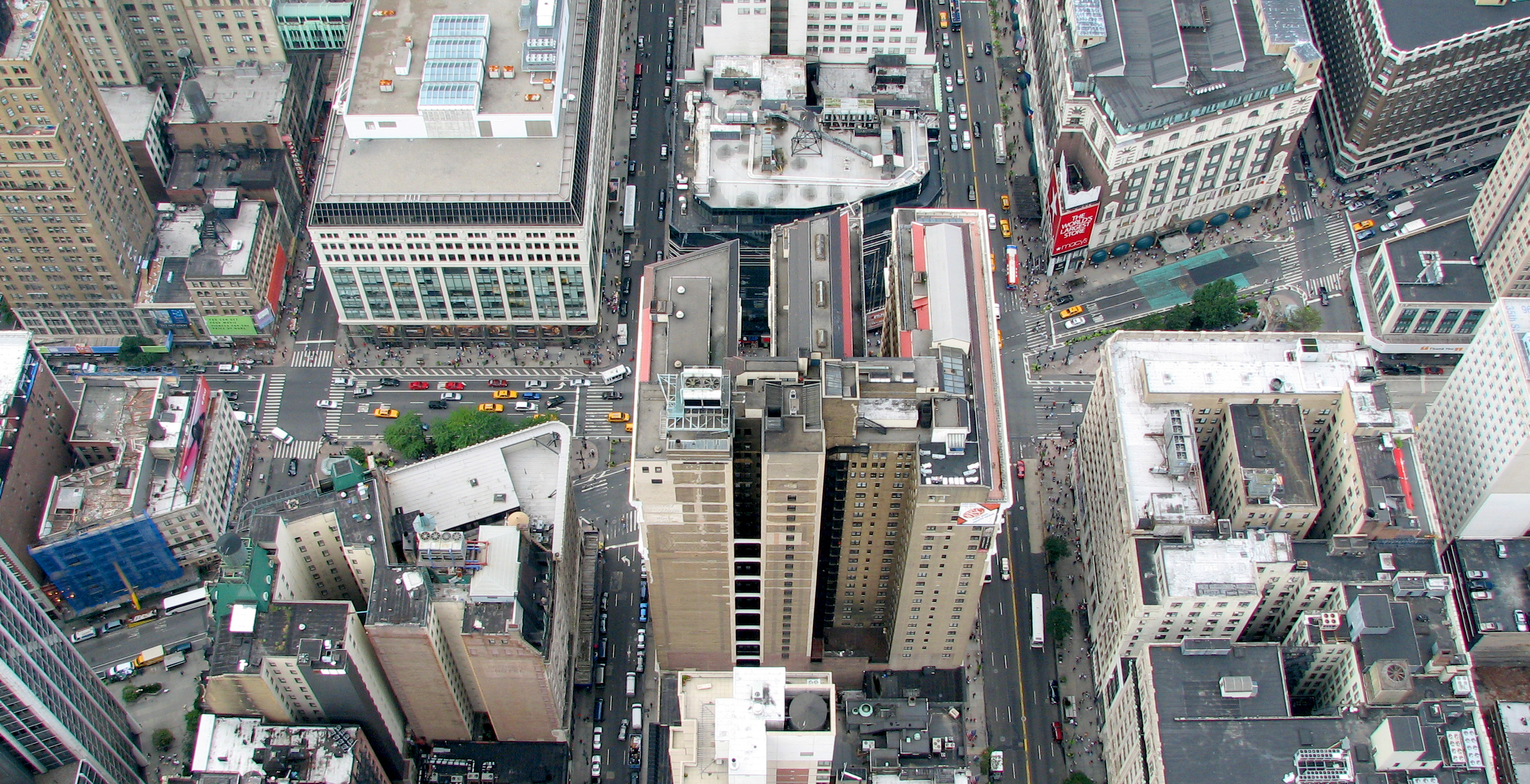
Herald Square vom Empire State Building aus gesehen, 2006
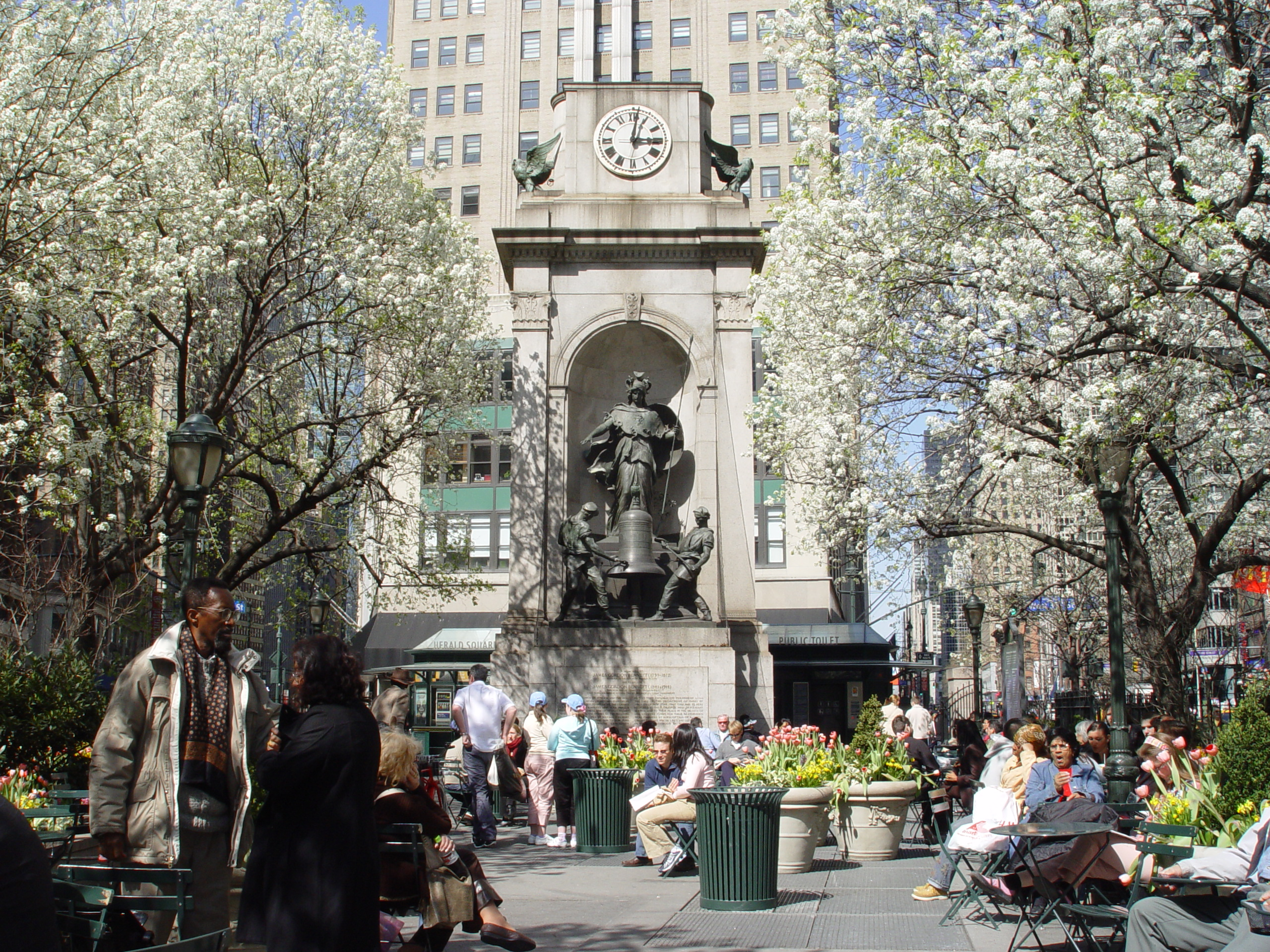
James Gordon Bennett Monument